# Центральное Плато (область, Буркина-Фасо)
Центра́льное Плато́ (фр. Plateau-Central) — область на северо-западе Буркина-Фасо.
- Административный центр — город Зиниари.
- Площадь — 8545 км², население — 807 444 человек (2012 год).

Действующий губернатор — Рут Ямеого.

## География
На северо-востоке граничит с Северо-Центральной областью, на юго-востоке — с Восточно-Центральной и Юго-Центральной областями, на юго-западе — с Центральной областью, на востоке — с Западно-Центральной областью, на северо-западе — с Северной областью.
Географически область охватывает находящееся в центре Буркина-Фасо плоскогорье Центральное Плато.

## Население
Население состоит преимущественно из народности моси. Религия большинства местных жителей — ислам.

## Административное деление
В административном отношении область подразделяется на 3 провинции:
| Провинция | Адм. центр | Население, чел. (2006) |
| --------- | ---------- | ---------------------- |
| Ганзургу  | Зорго      | 319 830                |
| Курвеого  | Буссе      | 136 017                |
| Убритенга | Зиниари    | 237 290                |

## Экономика
Главное занятие — сельское хозяйство.

## Культура
Культурную ценность представляют находящиеся в области Парк Скульптур Лаонго и Национальный Музей Манега.